# Hermann Hoth
Hermann Hoth (Neuruppin, 1885. április 12. – Goslar, 1971. január 25.) német tábornok a második világháború idején.
Katonai pályafutását gyalogosként kezdte, az első világháborúban a Nagyvezérkarhoz került. Már ekkor megkapta a Vaskereszt mindkét osztályát.
A harmincas évek második felében kezdett igazán felfelé ívelni pályája. Heinz Guderian mellett a páncélos hadviselés lelkes szószólója volt.
Részt vett Lengyelország lerohanásában, majd Franciaország megtámadása idején szerzett hírnevet, ekkor alatta szolgált Erwin Rommel is. A Szovjetunió megtámadásakor Hoepner és Guderian alakulataival együtt az ő csapatai hajtották végre a nagy bekerítő hadmozdulatokat. Egységei már majdnem Moszkva városáig jutottak, de az ellentámadás hatására kénytelen volt visszavonulni. Később Sztálingrád alatt és a kurszki csatában sem sikerült a szovjeteket legyőznie. 1943-ban, Kijev feladása után Hitler menesztette. Jó parancsnokként szinte mindig az első vonalban tartózkodott, katonái Hoth papának becézték.